# كيز (أوكلاهوما)
كيز (بالإنجليزية: Keyes, Oklahoma)‏ هي بلدة أمريكية تقع في الولايات المتحدة في مقاطعة سيمارون، أوكلاهوما. يقدر عدد سكانها بـ 324 نسمة ومساحتها 1.0 كم2 و وترتفع عن سطح البحر 1,202 متر.

## التركيبة السكانية
حدّد مكتب تعداد الولايات المتحدة بيانات التركيبة السكانية لكيز في تعداد الولايات المتحدة. في ما يلي، التركيبة السكانية حسب تعدادي 2000 و2010.

### تعداد عام 2000
بلغ عدد سكان كيز 410 نسمة بحسب تعداد عام 2000، وبلغ عدد الأسر 169 أسرة وعدد العائلات 113 عائلة مقيمة في البلدة. في حين سجلت الكثافة السكانية 422.7 نسمة لكل كيلومتر مربع (1,094.8/ميل2). وبلغ عدد الوحدات السكنية 224 وحدة بمتوسط كثافة قدره 230.9 لكل كيلومتر مربع (598.0/ميل2).
وتوزع التركيب العرقي للبلدة بنسبة 95.61% من البيض و0.24% من الأمريكيين الأصليين و3.66% من الأعراق الأخرى و0.49% من عرقين مختلطين أو أكثر و4.63% من الهسبانيون أو اللاتينيون من أي عرق.
بلغ عدد الأسر 169 أسرة كانت نسبة 32.5% منها لديها أطفال تحت سن الثامنة عشر تعيش معهم، وبلغت نسبة الأزواج القاطنين مع بعضهم البعض 56.2% من أصل المجموع الكلي للأسر، ونسبة 9.5% من الأسر كان لديها معيلات من الإناث دون وجود شريك،  بينما كانت نسبة 1.2% من الأسر لديها معيلون من الذكور دون وجود شريكة وكانت نسبة 33.1% من غير العائلات. تألفت نسبة 30.8% من أصل جميع الأسر من عدة أفراد يعيشون في نفس المنزل ونسبة 16.6% كانت تتألف من شخص يعيش بمفرده يبلغ من العمر 65 عاماً أو أكثر. وبلغ متوسط حجم الأسرة المعيشية 2.43، أما متوسط حجم العائلات فبلغ 3.10.
بلغ العمر الوسطي للسكان 37.5 عاماً. وكانت نسبة 30.2% من القاطنين تحت سن الثامنة عشر، وكانت نسبة 7.3% بين الثامنة عشر والرابعة والعشرين عاماً، ونسبة 25.6% كانت واقعةً في الفئة العمرية ما بين الخامسة والعشرين والرابعة والأربعين عاماً، ونسبة 17.8% كانت ما بين الخامسة والأربعين والرابعة والستين، ونسبة 19% كانت ضمن فئة الخامسة والستين عاماً فما فوق. يوجد لكل 100 أنثى 93.4 ذكر، ويوجد لكل 100 أنثى في الثامنة عشر من عمرها فما فوق 93.2 ذكر.
بلغ متوسط دخل الأسرة في البلدة 25,893 دولارًا، أما متوسط دخل العائلة فبلغ 35,417 دولارًا. وكان متوسط دخل الذكور 24,286 دولارًا مقابل 18,125 دولارًا للإناث. وسجل دخل الفرد الخاص بالبلدة 16,662 دولارًا. وكانت نسبة 14% من العائلات ونسبة 17% من السكان تحت خط الفقر، وكان من هؤلاء نسبة 23.3% تحت سن الثامنة عشر ونسبة 14.5% في الخامسة والستين من العمر وما فوق.

### تعداد عام 2010
بلغ عدد سكان كيز 324 نسمة بحسب تعداد عام 2010، وبلغ عدد الأسر 131 أسرة وعدد العائلات 88 عائلة مقيمة في البلدة. في حين سجلت الكثافة السكانية 334 نسمة لكل كيلومتر مربع (865.1/ميل2). وبلغ عدد الوحدات السكنية 234 وحدة بمتوسط كثافة قدره 241.2 لكل كيلومتر مربع (624.7/ميل2).
وتوزع التركيب العرقي للبلدة بنسبة 94.14% من البيض و0.62% من الأمريكيين الأصليين و0.31% من الأمريكيين ذوي الأصول الآسيوية و2.78% من الأعراق الأخرى و2.16% من عرقين مختلطين أو أكثر و14.20% من الهسبانيون أو اللاتينيون من أي عرق.
بلغ عدد الأسر 131 أسرة كانت نسبة 30.5% منها لديها أطفال تحت سن الثامنة عشر تعيش معهم، وبلغت نسبة الأزواج القاطنين مع بعضهم البعض 55.7% من أصل المجموع الكلي للأسر، ونسبة 6.1% من الأسر كان لديها معيلات من الإناث دون وجود شريك،  بينما كانت نسبة 5.3% من الأسر لديها معيلون من الذكور دون وجود شريكة وكانت نسبة 32.8% من غير العائلات. تألفت نسبة 29.8% من أصل جميع الأسر من عدة أفراد يعيشون في نفس المنزل ونسبة 16.8% كانت تتألف من شخص يعيش بمفرده يبلغ من العمر 65 عاماً أو أكثر. وبلغ متوسط حجم الأسرة المعيشية 2.47، أما متوسط حجم العائلات فبلغ 3.08.
بلغ العمر الوسطي للسكان 43.0 عاماً. وكانت نسبة 26.2% من القاطنين تحت سن الثامنة عشر، وكانت نسبة 6.8% بين الثامنة عشر والرابعة والعشرين عاماً، ونسبة 19.8% كانت واقعةً في الفئة العمرية ما بين الخامسة والعشرين والرابعة والأربعين عاماً، ونسبة 26.5% كانت ما بين الخامسة والأربعين والرابعة والستين، ونسبة 20.7% كانت ضمن فئة الخامسة والستين عاماً فما فوق. وتوزع التركيب الجنسي للسكان بنسبة 50.3% ذكور و49.7% إناث.